# ناتاليزوماب
ناتاليزوماب هو جسم مضاد وحيد النسيلة مأنسن مضاد لجزيء التصاق الخلية α4-إنتغرين. يستخدم ناتاليزوماب في علاج التصلب اللويحي (أو التصلب المتعدد) وداء كرون. يتوفر تحت اسم تجاري هو تيسابري (TYSABRI) ويشارك في تسويقه بيوجن آيدك وشركة إيلان [الإنجليزية]، وكان اسمه سابقاً أنتغرن (Antegren). يعطى ناتاليزوماب بالتسريب في الوريد كل 28 يوماً. ويعتقد بأن ناتاليزوماب يعمل عن طريق الحد من قدرة الخلايا المناعية الالتهابية لتعلق على وتمر من خلال طبقات الخلايا المبطنة للأمعاء وحاجز الدم في الدماغ. وقد ثبت أن ناتاليزوماب فعال في علاج أعراض الأمراض ومنع الانتكاس وفقدان الرؤية، والتدهور المعرفي وتحسين نوعية الحياة بشكل ملحوظ لدى الأشخاص المصابين بالتصلب المتعدد، فضلا عن تزايد معدلات هدوء المرض ومنع الانتكاس في مرض كرون.
حصل ناتاليزوماب في عام 2004 على ترخيص إدارة الغذاء والدواء الأمريكية (FDA)، ثم سحبته الشركة المصنعة له من السوق بعد أن ارتبط بثلاثة حالات عصبية نادرة من اعتلال بيضاء الدماغ متعدد البؤر المتقدم (PML) عندما يعطى مع إنترفيرون بيتا-1A، وهو من الأدوية المثبطة للمناعة الأخرى وغالباً ما يستخدم في علاج التصلب المتعدد. بعد مراجعة معلومات السلامة وعدم وجود أي حالة وفاة أخرى، أعيد الدواء إلى سوق الولايات المتحدة في عام 2006 في إطار برنامج وصفة طبية خاصة. حتى يونيو 2009، سجلت عشر حالات مؤكدة من اعتلال بيضاء الدماغ متعدد البؤر المتقدم. ورغم ذلك، تم الإبلاغ عن أربع وعشرين حالات من اعتلال بيضاء الدماغ متعدد البؤر المتقدم منذ إعادة تسويقه في أكتوبر 2009، مما يدل على ارتفاع حاد في عدد الوفيات ومما يستوجب مراجعة وكالة الأدوية الأوروبية للمادة الكيميائية للاستخدام البشري. وحتى يناير 2010، نسبت 31 حالة من اعتلال بيضاء الدماغ متعدد البؤر المتقدم لناتاليزوماب. ولم تسحب إدارة الغذاء والدواء ناتاليزوماب من السوق بسبب فوائده السريرية التي تفوق مخاطره. وفي الاتحاد الأوروبي، وقد تمت الموافقة عليه لاستخدامه البشري لعلاج التصلب المتعدد فقط وعلاجاً وحيداً فقط وبعد بسبب حالات اعتلال بيضاء الدماغ متعدد البؤر المتقدم وحالات الوفاة التي عزتها الشركات المصنعة لتكون مرتبطة إلى استخدام المريض لأدوية سابقة.
أعلنت شركة بيوجن آيدك الشروع في التجارب السريرية الأولى لناتاليزوماب لاحتمال فعاليته في معالجة السرطان وذلك اعتبارا من 5 سبتمبر 2008.